# IC 1358
IC 1358 је спирална галаксија у сазвјежђу Јарац која се налази на листи објеката дубоког неба у Индекс каталогу.
Деклинација објекта је - 16° 12' 13" а ректасцензија 21h 6m 29,7s. Привидна величина (магнитуда) објекта IC 1358 износи 15,2 а фотографска магнитуда 16,0.